# ヴィボルグ・アピール

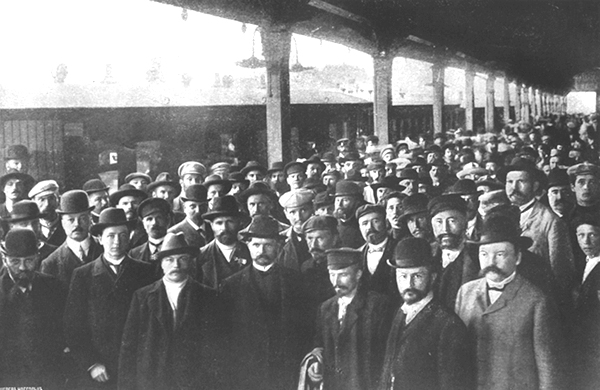
ヴィボルグに到着した元ドゥーマ議員たち

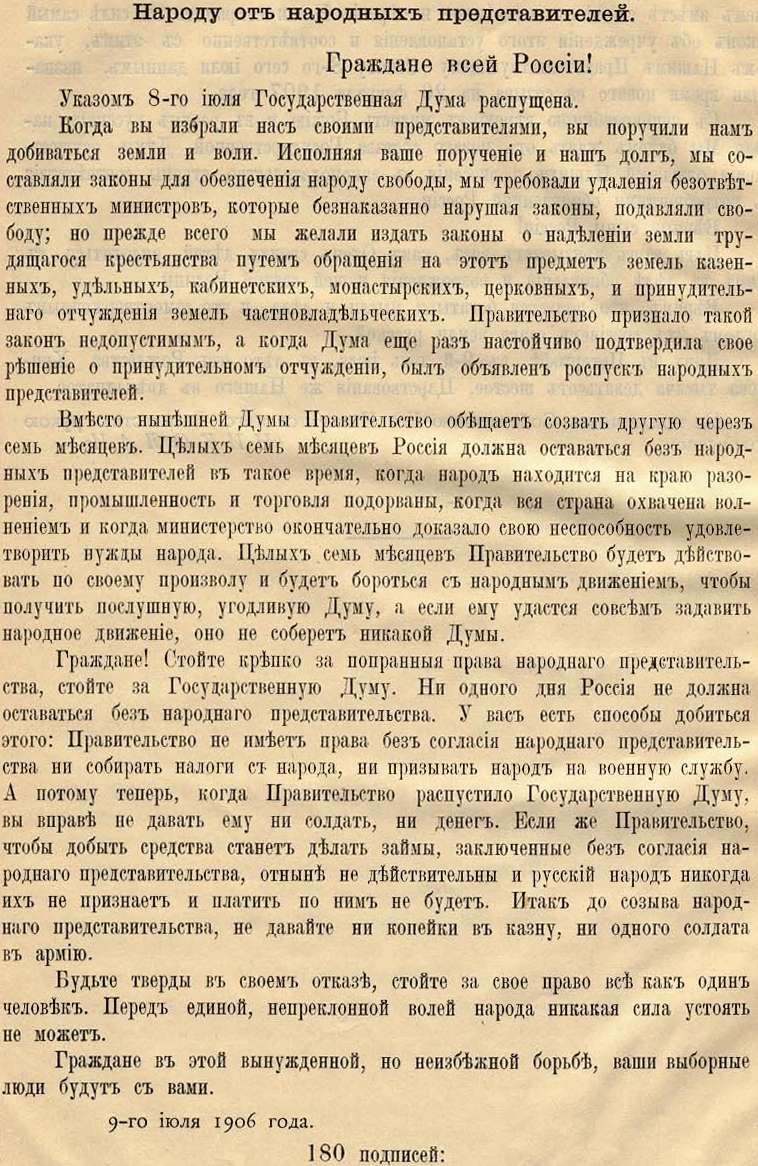
声明文

ヴィボルグ・アピール（Выборгское воззвание, Vyborg Appeal, Vyborg Manifesto）は、1906年7月にロシア皇帝の統治下にあったヴィボルグ（現在はロシア連邦レニングラード州に属する）で、ドゥーマ（ロシアの国会）議員によって示された声明。「ヴィボルグの檄」などとも称される。

## 概要
1906年4月23日、皇帝ニコライ2世によって憲法（国家基本法）が発布された。その4日後にドゥーマ（国会）が開かれたが、ツァーリ政府との対立から7月上旬に解散させられた。カデット、トルドヴィキ、社会民主労働党の所属していた元議員たちはペテルブルクを離れ、フィンランド大公国（大公はロシア皇帝）のヴィボルグにあるホテルに集結した。最終的には、167人によってヴィボルグ・アピールが示され、ドゥーマの再召集まで納税、徴兵を拒否することを人民に呼びかけた。ただし、中産階級を支持層とするカデットでは、この声明をめぐって各地で意見をまとめられないなど、実際の影響は限定的なものとなった。